# Möre och Ölands tingsrätt
Möre och Ölands tingsrätt var en tingsrätt i Kalmar län. 
Möre och Ölands tingsrätts domsaga omfattade Borgholms kommun, Mörbylånga kommun, Torsås kommun, Nybro kommun och Emmaboda kommun. Fram till 1 januari 1974 ingick också Torslunda och Ölands-Åkerbo kommuner i tingsrättens domsaga. Domsagan låg under Göta hovrätt. Tingsrätten hade tingsplats i Kalmar och Borgholm. Tingsrätten med dess domsaga uppgick 1982 i Kalmar tingsrätt och dess domsaga.

## Administrativ historik
Tingsrätten och domsagan bildades vid tingsrättsreformen 1971 av huvuddelen av Möre och Ölands domsaga och dess häradsrätt. 1982 upphörde tingsrätten med dess domsaga den uppgick i Kalmar tingsrätt och dess domsaga.

## Lagmän
- 1971–1978: Liss Eric Björkman
- 1978–1981: Christer Wibling, Arne Reis och Gunnar Gyllenram (tillförordnade lagmän intill det att tingsrätten lades samman med Kalmar tingsrätt)